# Hammamet
Hammamet (Arabisch: الحمامات al-Hammāmāt) is een stad in het oosten van Tunesië, gelegen aan de noordzijde van de Golf van Hammamet. Dankzij de rustige ligging en zijn stranden is de stad een van de populairste toeristenbestemmingen van Tunesië.
De stad heeft ruim 54.000 inwoners, maar in het vakantieseizoen verviervoudigt de bevolking van de stad: allerlei handelaren komen speciaal naar Hammamet om aan de toeristen hun koopwaar aan te bieden.
Hammamet ligt ongeveer midden tussen Tunis (64 km) en Sousse (84 km).